# Reinhard Heydrich
Reinhard Tristan Eugen Heydrich (Halle del Saale, 7 de marzo de 1904-Praga, 4 de junio de 1942) fue un oficial alemán de alto rango de las SS durante la Segunda Guerra Mundial, responsable de numerosos crímenes de guerra y crímenes contra la humanidad, habiendo sido uno de los principales artífices del Holocausto.
En el apogeo de su carrera ostentó el rango de SS-Obergruppenführer und General der Polizei y fue jefe de la Oficina Central de Seguridad del Reich (RSHA) —organismo que agrupaba a la Gestapo (Policía Secreta del Estado), a la Policía Criminal, y al Sicherheitsdienst (SD). Fue también stellvertretender Reichsprotektor (protector del Reich en funciones) del Protectorado de Bohemia y Moravia —la actual República Checa—. Presidió la Organización Internacional de Policía Criminal (luego conocida como Interpol) y fue jefe de la Gestapo en el período anterior a la Segunda Guerra Mundial. Fue uno de los principales organizadores de la represión nazi en la Europa ocupada. 
Muchos historiadores lo consideran la figura más oscura de la élite nazi. Adolf Hitler lo describió como «el hombre con el corazón de hierro». Como consecuencia de sus acciones represivas, a lo largo de su carrera fue conocido por distintos apodos: El Verdugo, el Carnicero de Praga y la Bestia Rubia. Fue el líder fundador del Sicherheitsdienst (SD), organización de inteligencia encargada de buscar a las organizaciones que formaban el movimiento de resistencia al Partido Nazi para que la Gestapo y luego también miembros del SD pudieran combatirlas a través de detenciones, deportaciones y asesinatos de sus miembros. Fue también uno de los organizadores de la noche de los cristales rotos,[cita requerida] una serie de ataques coordinados contra los judíos por toda la Alemania nazi y partes de Austria la noche del 9 al 10 de noviembre de 1938. Los ataques fueron llevados a cabo por las Sección de Asalto (SA), las Escuadras de Protección (SS), las Juventudes Hitlerianas y por civiles, y fueron un presagio de lo que ocurriría durante la posterior contienda: el Holocausto. En Europa oriental fue directamente responsable de los Einsatzgruppen, los comandos especiales que acompañaban a los Ejércitos alemanes en su avance y que procedieron al asesinato masivo de un millón trescientas mil personas —incluidos comunistas, intelectuales y judíos— mediante fusilamiento o gas. A finales de 1941, tras su llegada a Praga como Reichsprotektor, Heydrich trató de eliminar la oposición a la ocupación nazi suprimiendo la cultura checa, así como deportando y ejecutando a miembros de la resistencia checa.
Heydrich fue atacado y herido gravemente en Praga el 27 de mayo de 1942 por un comando checoslovaco que formaba parte de la Operación Antropoide. El comando había recibido entrenamiento especial de los británicos y fue enviado a la capital checoslovaca por el Gobierno checoslovaco en el exilio para asesinar al Reichsprotektor. Heydrich murió como consecuencia de una septicemia provocada por sus heridas una semana más tarde. La inteligencia nazi vinculó falsamente a los miembros de este comando con los pueblos de Lídice y Ležáky. Como venganza por el asesinato de Heydrich, Lídice fue completamente arrasada hasta los cimientos; todos los hombres y adolescentes de más de dieciséis años fueron ejecutados, y los habitantes restantes (mujeres y niños) fueron deportados y asesinados en los campos de concentración nazis.

## Primeros años
Reinhard Tristan Eugen Heydrich nació en 1904 en Halle an der Saale, hijo del compositor y cantante de ópera Richard Bruno Heydrich y su esposa Elisabeth Anna Maria Amalia Krantz. Sus dos primeros nombres tenían profundas connotaciones musicales y patrióticas: "Reinhard" hacía referencia al héroe trágico de una de las óperas de su padre, y "Tristan" era por una de las obras más conocidas de Richard Wagner, Tristan und Isolde. El tercer nombre de Heydrich, "Eugen", era el nombre de su abuelo materno. (El profesor Eugen Krantz había sido director del Real Conservatorio de Dresde.)
Heydrich nació en el seno de una familia de altos estándares sociales y considerables medios económicos. La música formaba parte del día a día de la vida de Heydrich; su padre fundó el Conservatorio de Música y Teatro de Halle y su madre daba clases de piano allí. Heydrich desarrolló una pasión por el violín y mantuvo ese interés hasta edad adulta; solía impresionar a los oyentes con su talento musical.
Su padre era un entusiasta nacionalista alemán que inculcó ideas patrióticas en sus tres hijos, a pesar de que no estuviese afiliado a ningún partido político hasta después de la Primera Guerra Mundial. El hogar de Heydrich era estricto. En su juventud mantuvo con su hermano menor, Heinz, numerosos simulacros de duelos con esgrima. Heydrich resultó ser un estudiante muy inteligente y destacó durante la etapa de estudios —especialmente en ciencias— en el Reformgymnasium. También se reveló como un atleta con talento, y se convirtió en un experto nadador y esgrimista. A pesar de todo, también era tímido, y frecuentemente fue acosado en la escuela por su voz aguda y por sus supuestos antecedentes judíos. Esta última afirmación le valió el apodo de "Moses Handel".
En 1918, la Primera Guerra Mundial terminó con la derrota de Alemania. A finales de febrero de 1919 tuvieron lugar numerosos disturbios —que incluían numerosas huelgas y enfrentamientos entre comunistas y grupos anticomunistas— en la ciudad natal de Heydrich. Bajo las directivas del entonces ministro de defensa, Gustav Noske, se creó una unidad paramilitar derechista con la misión de "recapturar" Halle. Heydrich, que entonces tenía quince años, se unió a los "Fusileros Voluntarios de Maercker" (que de hecho, constituyó la primera unidad Freikorps). Cuando terminaron las escaramuzas, Heydrich formaba parte de las fuerzas asignadas para proteger las propiedades privadas. Poco se sabe acerca de su verdadero papel en aquel entonces, pero los acontecimientos dejaron en él una fuerte impresión; aquello constituyó un "despertar político" para él. Se unió al Deutschvölkischer Schutz- und Trutzbund, una organización nacionalista y profundamente antisemita.
Como resultado de las condiciones impuestas por el Tratado de Versalles, sobrevino una profunda hiperinflación en Alemania y fueron muchos los que perdieron los ahorros de toda su vida. Halle no se salvó de esta crisis económica. En 1921, pocos habitantes de la ciudad podían permitirse una educación musical en el Conservatorio de Bruno Heydrich. Esto llevó a la familia Heydrich a una crisis financiera.

## Carrera naval
En 1922, Heydrich se unió a la Reichsmarine, aprovechando la seguridad, la rígida estructura militar, y la futura pensión que le ofrecía el puesto. Se convirtió en cadete naval en Kiel, la base naval más importante de Alemania. El 1 de abril de 1924 fue ascendido a guardiamarina superior (Oberfähnrich zur See) y enviado a la escuela de oficiales de la Academia Naval de Mürwik de Flensburgo-Mürwik. En 1926 fue ascendido al rango de alférez (Leutnant zur See) y fue destinado como oficial de señales al acorazado Schleswig-Holstein, entonces el buque insignia de la flota alemana del mar del Norte. Con la promoción vino también un mayor reconocimiento. Recibió buenas evaluaciones de sus superiores y tuvo pocos problemas con otros miembros de la tripulación. El 1 de julio de 1928 fue ascendido al rango de alférez de fragata (Oberleutnant zur See). El aumento de rango alimentó en él una mayor ambición y arrogancia.

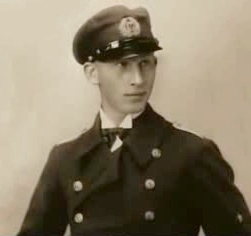
Heydrich en 1922 con uniforme naval.

Heydrich, sin embargo, se hizo famoso por sus innumerables amoríos. En diciembre de 1930 asistió a un baile de un club de remo donde conoció a Lina von Osten. Ambos se enamoraron rápidamente y pronto anunciaron públicamente su compromiso de matrimonio. Para entonces, Lina ya era una entusiasta seguidora del Partido Nazi; había asistido a un encuentro del partido en 1929. En 1931, Heydrich fue acusado de "conducta impropia para un oficial y caballero" por haber roto una promesa de compromiso anterior que le había realizado a otra mujer, a la cual había conocido seis meses antes del compromiso con Lina von Osten. El almirante Erich Raeder, comandante en jefe de la Reichsmarine, lo expulsó de la Marina en abril de ese mismo año. El despido dejó a Heydrich completamente devastado, pues se encontró sin perspectivas futuras de carrera. A pesar de lo sucedido, mantuvo el compromiso de matrimonio y se casó con Lina en diciembre de 1931.

## Carrera en las SS y la Gestapo
En 1931, el líder de las Schutzstaffel (SS), Heinrich Himmler, estableció una división de contrainteligencia dentro de las SS. En aquel momento, las SS se encontraban en plena expansión y necesitaban personal cualificado. De acuerdo con el consejo de un conocido suyo, Karl von Eberstein, que a su vez era amigo de Lina von Osten, Himmler aceptó entrevistar a Heydrich para un posible puesto de trabajo, aunque a última hora decidió cancelar el encuentro. Lina ignoró el mensaje, preparó la maleta de Heydrich y lo envió a Múnich. Eberstein fue a recoger a Heydrich a la estación central de ferrocarril y lo llevó junto a Himmler. Este le preguntó por sus ideas para un hipotético desarrollo del servicio de inteligencia de las SS, y quedó tan impresionado que contrató a Heydrich inmediatamente. A pesar de que el salario inicial de 180 Reichsmarks era bajo, Heydrich decidió aceptar el trabajo, en parte porque la familia de su esposa apoyaba entusiasmadamente al movimiento nazi, y en parte porque le atraía el carácter casi militar y revolucionario del puesto. Al principio tuvo que compartir despacho y secretaria con un compañero de las SS, pero hacia 1932 ya ganaba 290 Reichsmarks mensuales, un salario que él mismo describió como "cómodo". Al tiempo que su poder y su influencia aumentaron durante la década de 1930, su salario también aumentó considerablemente: hacia 1938 su salario se había incrementado hasta 17.371,53 Reichsmarks anuales (el equivalente actual a más 75.000 €). Heydrich se afilió al Partido Nazi con el número 544.916 y a las SS con el número 10.120. Posteriormente, recibiría el Totenkopfring de manos de Himmler por sus servicios prestados.
El 1 de agosto de 1931, comenzó su trabajo como jefe del nuevo servicio de inteligencia. Estableció su oficina en la Casa Parda, sede central del Partido Nazi en Múnich. Para octubre ya había creado una red de espías e informadores con fines de recolectar inteligencia y obtener información que posteriormente pudiera usarse como chantaje para conseguir objetivos políticos. La información sobre miles de personas fue registrada en fichas y almacenada en la Casa Parda. Con ocasión de la boda de Heydrich, Himmler lo promocionó en diciembre al rango de SS-Sturmbannführer (mayor).
En 1932, sus enemigos comenzaron a difundir rumores sobre sus supuestos antecedentes judíos. Wilhelm Canaris dijo que había obtenido fotocopias que probaban que Heydrich tenía ancestros judíos, aunque dichas fotocopias nunca salieron a la luz. El Gauleiter nazi Rudolf Jordan también fue otro de los que afirmaban que Heydrich no era un ario puro. Dentro de la organización nazi, tales insinuaciones podían ser muy dañinas, incluso para alguien como el jefe del servicio de contraespionaje del partido. Gregor Strasser trasladó las alegaciones al experto racial del Partido Nazi, el Dr. Achim Gercke, que investigó la genealogía de Heydrich. Gercke informó que Heydrich era "de origen alemán y libre de cualquier rastro de sangre judía". Insistió en que los rumores eran infundados. Pero incluso con este informe, Heydrich ordenó en privado al miembro del SD Ernst Hoffman que continuara investigando y disipara todos los rumores.

### Gestapo y SD

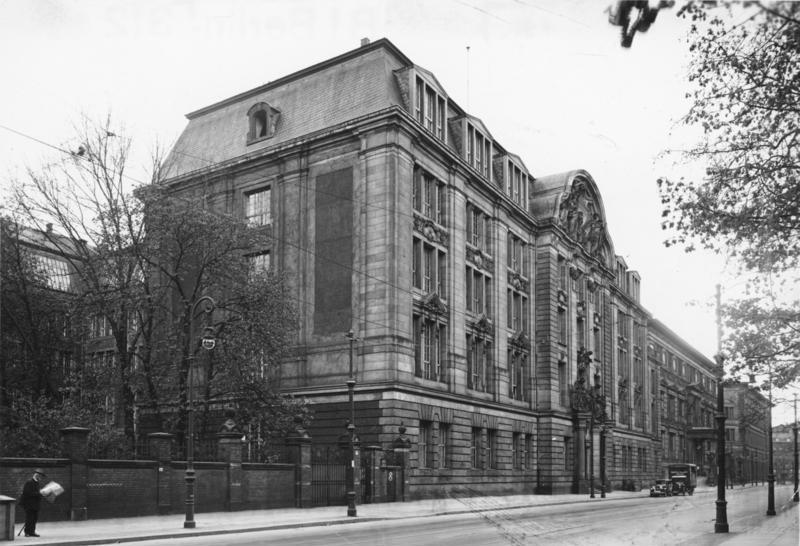
Cuartel general de la Gestapo en la Prinz-Albrecht-Straße de Berlín, 1933.

A mediados de 1932, Himmler designó a Heydrich jefe del renombrado Servicio de Seguridad —el Sicherheitsdienst (SD)—. El servicio de contrainteligencia de Heydrich creció hasta convertirse en una máquina efectiva de terror e intimidación. 
En enero de 1933, Hitler se convirtió en canciller de Alemania, y a través de una serie de decretos acabó convirtiéndose en Führer und Reichskanzler (líder y canciller del Reich). Los primeros campos de concentración —que originalmente se habían creado para internar a los opositores políticos— se establecieron en 1933, poco después de que Hitler fuera nombrado canciller. Hacia finales de año ya había más de cincuenta campos. Mientras Hitler consolidaba su poder absoluto en Alemania, Himmler y Heydrich deseaban controlar las fuerzas de la policía de los diecisiete estados alemanes. Primero lo hicieron en Baviera: en 1933, Heydrich reunió a algunos de sus hombres de la SD y juntos irrumpieron en la sede de la policía en Múnich, haciéndose cargo de la policía mediante tácticas de intimidación. Himmler se convirtió en jefe de la policía de Múnich y Heydrich en comandante del Departamento IV, la policía política. Tras Baviera, fueron haciéndose cargo de las policías de otros estados federales.
Hermann Göring había fundado la Gestapo en 1933 como una fuerza policial estrictamente circunscrita a Prusia. Cuando Göring transfirió a Himmler toda su autoridad sobre la Gestapo en abril de 1934, se convirtió inmediatamente en un instrumento de terror bajo el control de las SS. Himmler nombró a Heydrich líder de la Gestapo el 22 de abril de 1934. El 9 de junio de 1934, Rudolf Hess declaró oficialmente al SD como servicio de inteligencia nazi.

### Aplastamiento de las SA

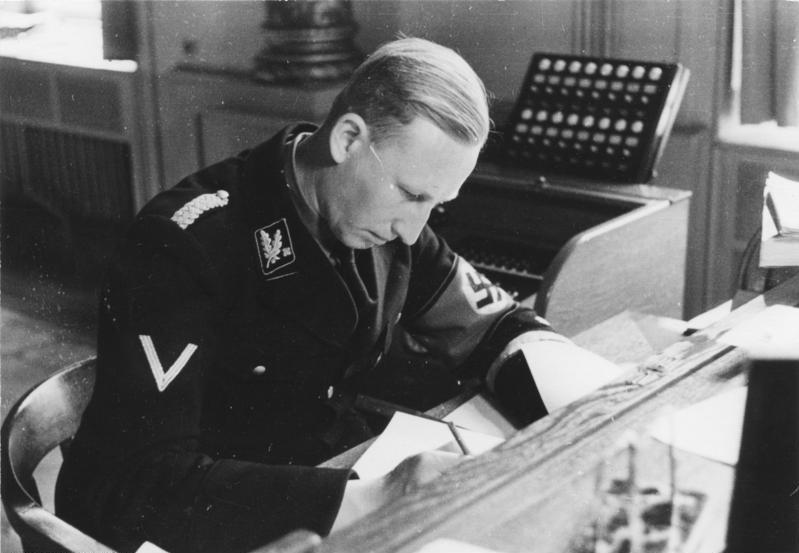
SS-Brigadeführer Heydrich, jefe de la policía bávara y del SD, en Múnich (1934).

A comienzos de abril de 1934, y por petición de Hitler, Heydrich y Himmler comenzaron a redactar un dosier sobre el líder de la Sturmabteilung (SA), Ernst Röhm, en un intento de eliminar a un rival del liderazgo político del movimiento nacionalsocialista. En ese momento, las SS todavía formaban parte de las SA, que era la primera organización paramilitar creada y que por entonces tenía alrededor de tres millones de miembros. Las SA hacía tiempo que se habían convertido en una amenaza para los dirigentes nazis. Bajo la dirección de Hitler, Heydrich, Himmler, Göring y Viktor Lutze elaboraron listas de aquellos que debían ser liquidados, empezando con siete altos dirigentes de las SA y otros muchos más. En la noche del 30 de junio de 1934, las SS y la Gestapo actuaron de manera coordinada, llevando a cabo arrestos en masa que se alargaron durante los siguientes dos días. Röhm fue ejecutado sin juicio, al igual que la mayoría de los restantes líderes de las SA. La purga más adelante sería conocida como la «noche de los cuchillos largos». Se nombró a Lutze nuevo líder de las SA y la antigua milicia se convirtió en una mera organización deportiva y de entrenamiento.
Con las SA aplastadas, Heydrich comenzó a reorganizar a la Gestapo en un instrumento de terror. Mejoró su sistema de fichas personales, creando categorías de criminales con tarjeta de código de colores. La Gestapo tenía la autoridad de poder arrestar a cualquier ciudadano bajo la sospecha de que podía cometer un crimen, y la definición de crimen se encontraba a elección de la Gestapo. La Ley de la Gestapo, aprobada en 1936, dio a la policía el derecho de actuar extra judicialmente. Esto llevó a la utilización del término Schutzhaft—"custodia preventiva"—, un eufemismo para referirse al poder encarcelar a la gente sin ningún tipo de procedimientos legales. Los tribunales tenían permitido investigar o interferir en la labor de investigación policial. A partir de entonces se consideró que la Gestapo estaba actuando legalmente siempre y cuando llevara la dirección de las operaciones policiales. La gente era arrestada arbitrariamente y posteriormente las víctimas podían ser enviadas a los campos de concentración o incluso asesinadas.
Himmler comenzó a desarrollar el concepto de una religión germánica, queriendo que los miembros de las SS abandonaran la Iglesia. A comienzos de 1936, Heydrich abandonó la Iglesia católica. Su esposa, Lina, ya lo había hecho un año antes. Heydrich no solo sentía que ya no podía ser miembro, sino que llegó a pensar que el poder político de la Iglesia y su influencia eran un peligro para el Estado.

### Consolidación de las fuerzas de policía

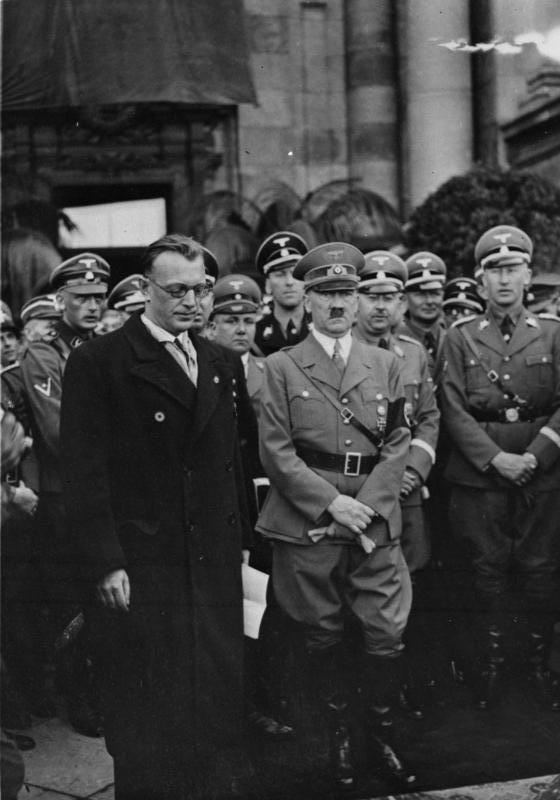
Seyß-Inquart, Adolf Hitler, Heinrich Himmler y Heydrich en Viena, tras el Anschluss (marzo de 1938).

El 17 de junio de 1936, se reorganizó y se unificó a todas las fuerzas policiales que había en Alemania tras el nombramiento de Himmler como jefe de la policía alemana. Con su nombramiento por el Führer, Himmler y su adjunto, Heydrich, se convirtieron en dos de los hombres más poderosos dentro de la administración interna de Alemania. Himmler inmediatamente reorganizó la policía en dos grupos: la Ordnungspolizei (OrPo), compuesta por todas las fuerzas policiales uniformadas a nivel nacional y la policía municipal, y la Sicherheitspolizei (SiPo), compuesta por la Geheime Staatspolizei (Gestapo) y la Kriminalpolizei (KriPo). En ese momento, Heydrich era el jefe de la SiPo y del SD. Heinrich Müller pasó a ser jefe de operaciones de la Gestapo.
Heydrich fue asignado para ayudar en la organización de los Juegos Olímpicos de Verano que se celebrarían en Berlín en 1936. Los nazis utilizaron los juegos para promocionar sus fines propagandísticos. Se enviaron embajadores de "buena voluntad" a los países que planteaban boicotear los juegos. Se prohibió la violencia antisemita del pasado durante la duración de los juegos, e incluso se llegó a impedir la distribución de ejemplares del famoso periódico antisemita Der Stürmer. Por su participación en el éxito de los juegos, Heydrich fue condecorado con la Deutsches Olympiaehrenzeichen o Insignia de los Juegos Olímpicos.
En enero de 1937, Heydrich dirigió al SD en la recolección y análisis secreto de la opinión pública y en la redacción de informes sobre sus investigaciones. A continuación, la Gestapo llevó a cabo registros domiciliarios, detenciones e interrogatorios para, en efecto, comprobar el ejercicio de control sobre la opinión pública. En febrero de 1938, cuando el canciller austríaco Kurt Schuschnigg se resistió a la propuesta de Hitler de que Austria se uniera a Alemania, Heydrich intensificó la presión sobre Austria con la organización de manifestaciones nazis y la distribución en Viena de propaganda que hacía hincapié en la sangre germánica común de los dos países. La crispación consecuente dejó al gobierno austríaco en la impotencia, y creó un clima favorable a los nazis. Durante el llamado Anschluss, el 12 de marzo de 1938, Hitler declaró la unificación de Austria con la Alemania nazi.
A mediados de 1939, Heydrich creó la Stiftung Nordhav, una fundación que tenía la misión de obtener propiedades inmuebles para las SS y la Policía de Seguridad, y usarlas bien como viviendas, bien como lugares de vacaciones. La Villa Wannsee, adquirida por la Stiftung Nordhav en noviembre de 1940, sería el sitio elegido para acoger la Conferencia de Wannsee (20 de enero de 1942). Durante la conferencia, algunos de los principales oficiales nazis discutieron y formalizaron los planes para la deportación y el exterminio de todos los judíos que habitaban en los territorios bajo ocupación alemana, y también de aquellos que vivían en países neutrales o aún no conquistados todavía Alemania. Esta acción debía ser coordinada por todos los representantes del Estado nazi que asistieron al encuentro.
El 27 de septiembre de 1939, se integró al SD y a la SiPo (que a su vez estaba compuesta por la Gestapo y la KriPo) en la nueva Oficina Central de Seguridad del Reich (Reichssicherheitshauptamt, RSHA), que inmediatamente quedó bajo el control de Heydrich como su primer director. El 1 de octubre recibió el título de Chef der Sicherheitspolizei und des SD (CSSD) o "Jefe de la Policía de Seguridad y del SD". Heydrich también fue nombrado presidente de la ICPC (más tarde conocida como Interpol) el 24 de agosto de 1940, y su antigua sede central se trasladó de Viena a Berlín. En el apogeo de su carrera profesional, fue promocionado al rango de SS-Obergruppenführer und General der Polizei el 24 de septiembre de 1941.

### Purgas del Ejército Rojo
En 1936, Heydrich tuvo conocimiento de que un oficial soviético de alto rango estaba conspirando para derribar a Iósif Stalin. Sintiendo la oportunidad de asestar un golpe tanto al Ejército soviético como al almirante Wilhelm Canaris del servicio de inteligencia alemán, Heydrich decidió desenmascarar a los oficiales soviéticos implicados. Discutió el asunto con Himmler y ambos a su vez comentaron el asunto con Hitler, que mostró interés. El Führer aprobó de forma inmediata el plan de Heydrich. Se entregaron al NKVD cartas y documentos falsificados por el SD de Heydrich que implicaban al mariscal Mijaíl Tujachevski y a otros comandantes del Ejército Rojo. Poco después, sobrevino la llamada «Gran Purga» del Ejército Rojo, por órdenes de Stalin. Mientras el propio Heydrich creyó el resto de su vida que había engañado exitosamente a Stalin y le había llevado a ejecutar o cesar a más de 35.000 miembros del cuerpo de oficiales, algunos historiadores recientemente han matizado la importancia de su acción. Hay quien ha sugerido que en realidad la documentación que Heydrich habría recibido era desinformación sembrada por el propio Stalin para legitimar sus purgas del Alto Mando soviético. Otros creen que los fiscales militares soviéticos no usaron los documentos nazis falsificados contra los generales acusados durante su juicio secreto, sino que se basaron en falsas confesiones arrancadas a los acusados.

### Decreto «Noche y niebla»

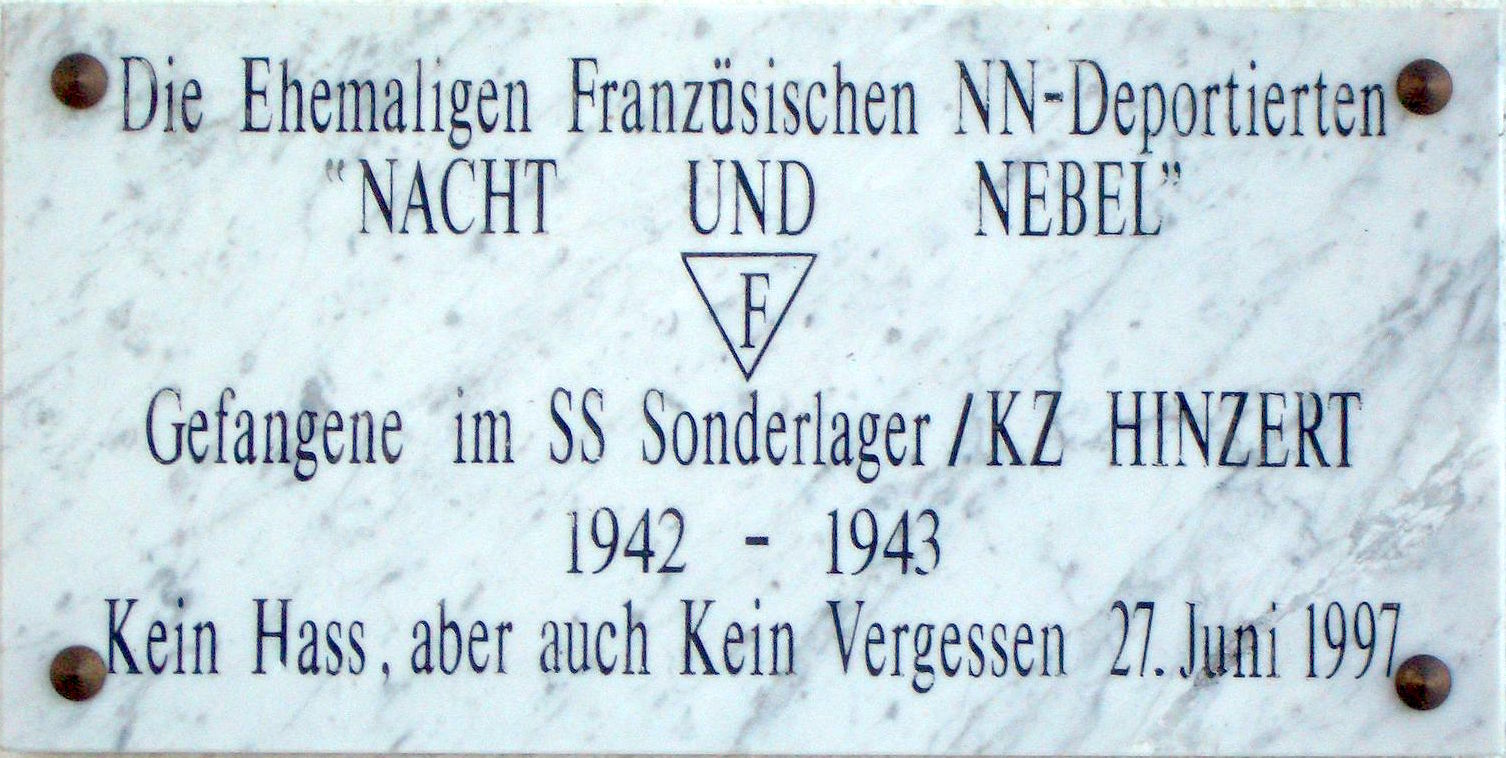
Placa conmemorativa a las víctimas francesas del Decreto Noche y niebla en el Campo de concentración de Hinzert (1942-1943).

Hacia finales de 1940, los ejércitos alemanes habían conquistado la mayor parte de Europa occidental. Al año siguiente, al SD de Heydrich se le dio la responsabilidad de llevar a cabo el decreto Nacht und Nebel (Noche y niebla). Según el decreto, se detendría discretamente a «las personas que ponían en peligro la seguridad de Alemania bajo el amparo de la noche y la niebla». Para cada prisionero, el SD tenía que rellenar un cuestionario con su información personal, país de origen y los detalles de sus crímenes contra el Reich. Este cuestionario se colocaba en un sobre sellado con la inscripción «Nacht und Nebel» y presentado a la Oficina Central de Seguridad del Reich (RSHA). En el Archivo Central de Reclusos (WVHA), como en otros muchos archivos de los campos de concentración, a estos prisioneros se les daría un código especial de «prisionero encubierto», a diferencia del código empleado con los prisioneros de guerra, felones, judíos, gitanos, etc. El decreto se mantuvo en vigor después de la muerte de Heydrich. El número exacto de personas que desaparecieron mientras estuvo vigente nunca se ha establecido de manera precisa, pero se estima en unas 7000.

## Nuevos puestos

### Comienzo de la contienda

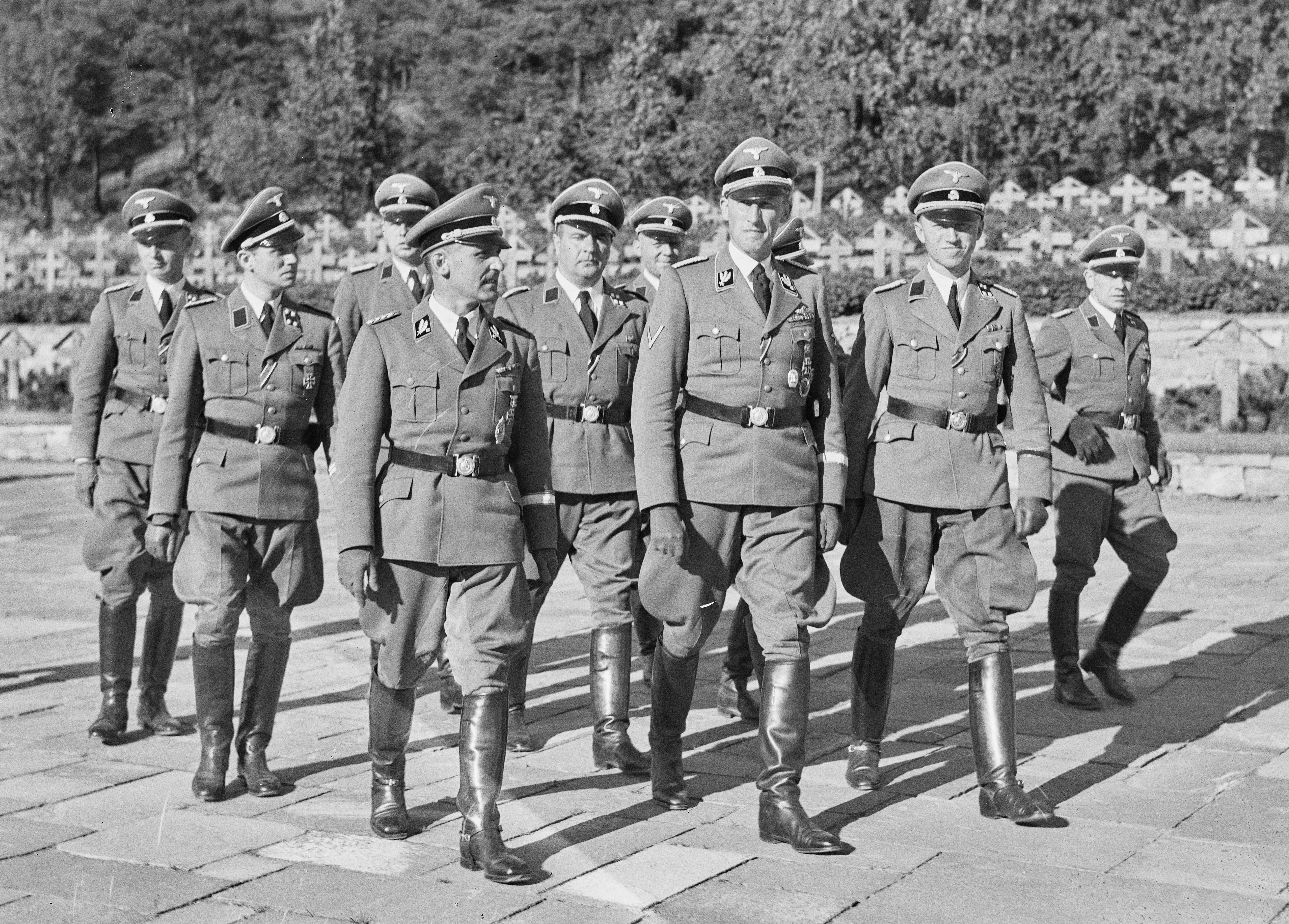
Heydrich con Heinrich Müller y Heinrich Fehlis durante la Ocupación de Noruega en septiembre de 1941

Cuando Hitler preguntó por un pretexto para justificar la invasión de Polonia en 1939, Himmler, Heydrich y Heinrich Müller planearon una operación de bandera falsa a la que dieron el nombre en clave Operación Himmler. Según sus planes, la operación implicaba que se produjera un falso ataque contra la estación de radio alemana de Gleiwitz el 31 de agosto de 1939. Heydrich ideó el plan y recorrió el lugar, que se encontraba a poca distancia de la frontera polaca. Llevando uniformes militares polacos, 150 efectivos alemanes también llevaron a cabo numerosos ataques a lo largo de la frontera. Hitler utilizó este engaño como excusa para llevar a cabo su invasión.
A pesar de su servicio en las SS, Heydrich se alistó y se preparó como piloto, llegando a alcanzar el rango de mayor de la Luftwaffe. Hasta el 22 de julio de 1941 llegó a intervenir en alrededor de 100 misiones de combate, participando en las campañas de Noruega y la Unión Soviética. Justo un mes después de la invasión de la URSS, el 22 de julio de 1941, el fuego antiaéreo soviético alcanzó su avión, por lo que Heydrich se vio obligado a realizar un aterrizaje de emergencia tras las líneas enemigas. Logró escapar de una patrulla soviética y contactar con las vanguardias alemanas. Después de esto, Hitler le ordenó regresar a Berlín para retomar sus funciones en las SS.

### Rol en el Holocausto
Los historiadores consideran a Reinhard Heydrich el miembro más temible de la élite nazi. Hitler llegó a decir de él que era "el hombre con el corazón de hierro". Fue uno de los principales arquitectos del Holocausto durante los primeros años de la contienda, respondiendo únicamente a las órdenes de Hitler, Göring, Himmler y en lo referente a todos los asuntos relacionados con la deportación, encarcelamiento, y el exterminio de los judíos.
Heydrich también fue uno de los organizadores de la Kristallnacht, un pogromo contra los judíos de toda Alemania que se llevó a cabo en la noche del 9 al 10 de noviembre de 1938. Esa noche, Heydrich envió un telegrama a varios departamentos importantes del SD y la Gestapo, ayudando a coordinar el pogromo a distintos grupos y organismos: SS, SD, Gestapo, policía uniformada (OrPo), SA, miembros del Partido Nazi, e incluso a los departamentos de bomberos. En el texto se hablaba de permitir el incendio y la destrucción de empresas y sinagogas judías, y se ordenaba la confiscación de todo el "material de archivo" procedente de todos los centros y sinagogas de las comunidades judías. El telegrama ordenaba que "en todos los distritos se debía arrestar a tantos judíos –especialmente los ricos– como fuera posible, en tanto estos pudieran ser reubicados en los centros de detención... Inmediatamente después de los arrestos, determinados campos de concentración deberán ser consultados para recolocar a los judíos tan rápido como fuera posible". Se envió a 20.000 judíos a los campos de concentración en los días que siguieron al pogromo; los historiadores consideran la Kristallnacht como el comienzo del Holocausto.
Al comienzo de la Segunda Guerra Mundial, bajo las instrucciones de Himmler, Heydrich formó los Einsatzgruppen («grupos operativos») que acompañarían a las vanguardias del Ejército alemán en su avance por el frente de batalla. El 21 de septiembre de 1939, Heydrich envió un teletipo sobre la «cuestión judía» en los territorios ocupados a los jefes de todos los Einsatzgruppen con instrucciones de reunir a los judíos para su posterior reubicación en guetos, la formación de Judenräte (consejos judíos), ordenó un censo, y promovió planes de arianización para empresas y granjas de propiedad judía, entre otras medidas. Los Einsatzgruppen siguieron al Ejército durante su avance por Polonia para implementar sus planes. Dos años más tarde volverían a hacerlo durante la invasión de la Unión Soviética, encargados de concentrar a los judíos y asesinarlos bien mediante escuadrones de fusilamiento, bien mediante camiones de gaseado. Hacia el final de la guerra, los Einsatzgruppen habían asesinado a más de un millón de personas, de las cuales 700.000 habían sido asesinadas en territorio soviético. Heydrich, sin embargo, garantizó la seguridad y el bienestar de ciertos judíos, como fue el caso de Paul Sommer, el excampeón alemán de esgrima que Heydrich había conocido en su época anterior a las SS. También protegió el equipo olímpico polaco de esgrima que había competido en los Juegos Olímpicos de Verano 1936.
El 29 de noviembre de 1939, emitió un cable sobre la "Evacuación de las nuevas provincias orientales", detallando la deportación de personas por ferrocarril hacia campos de concentración, y dando instrucciones sobre el censo de diciembre de 1939, que sería la base sobre la que se realizarían esas deportaciones. En mayo de 1941, Heydrich elaboró varias regulaciones con el Intendente general Eduard Wagner para la próxima invasión de la Unión Soviética que aseguraron que los Einsatzgruppen y el Ejército cooperarían en el asesinato de los judíos soviéticos, además de intelectuales, comisarios políticos y cuadros del Partido Comunista.
El 10 de octubre de 1941, Heydrich fue el oficial de mayor rango en un encuentro en Praga del RHSA sobre la "Solución Final", durante el cual se discutió la deportación de 50.000 judíos del Protectorado de Bohemia y Moravia a los guetos de Minsk y Riga. Dada su posición, Heydrich jugó un papel decisivo en la realización de estos planes, dado que su Gestapo ya estaba lista para organizar las deportaciones en el Oeste y sus Einsatzgruppen ya estaban llevando a cabo asesinatos masivos en el Este. Los oficiales presentes también discutieron la posibilidad de recoger a 5.000 judíos de Praga durante "las siguientes semanas" y entregárselos a los comandantes de los Einsatzgruppen, Arthur Nebe y Otto Rasch. También se planeó el establecimiento de guetos en el Protectorado, lo que en última instancia llevaría a la construcción del campo de concentración de Theresienstadt, donde 33.000 personas serían asesinadas. Decenas de miles más pasaron por el campo en su camino a la muerte en los Campos de exterminio de Europa oriental. En 1941, Himmler nombró a Heydrich "responsable de implementar" el traslado forzoso de 60.000 judíos de Alemania y Checoslovaquia hacia el Gueto de Litzmannstadt (Łódź) en la Polonia ocupada.
Ya el 31 de julio de 1941, Hermann Göring había dado autorización escrita a Heydrich para asegurar la cooperación de los jefes administrativos de varios departamentos gubernamentales en la implementación de la Endlösung der Judenfrage (Solución final a la Cuestión judía) en los territorios bajo control alemán. El 20 de enero de 1942, Heydrich presidió una reunión —la luego denominada Conferencia de Wannsee— en la que se discutió la implementación del plan. Según el historiador Donald Bloxham, durante toda la discusión sobre el desarrollo de la Solución Final, Heydrich "apenas dedicó un pensamiento de odio a los judíos" y en cambio concentró sus esfuerzos en la escala de su «tarea supranacional».

### Reichsprotektorde Bohemia y Moravia

Heydrich (izquierda) junto a Karl Hermann Frank en el Castillo de Praga en 1941.

El 27 de septiembre de 1941, Heydrich fue nombrado Reichsprotektor en funciones del Protectorado de Bohemia y Moravia (la parte de Checoslovaquia incorporada al Reich el 15 de marzo de 1939) y asumió el control del territorio. El anterior Reichsprotektor, Konstantin von Neurath, continuó como jefe titular del territorio, pero fue enviado "de permiso" porque Hitler, Himmler y Heydrich pensaban que su "enfoque suave" había promovido el sentimiento antialemán entre los checos y alentado la resistencia antialemana a través de huelgas y sabotajes. Tras su nombramiento, Heydrich le confesó a sus ayudantes: "Vamos a germanizar a las alimañas checas".
Heydrich llegó a Praga con la misión de hacer cumplir la ley, luchar contra la resistencia al régimen nazi, y mantener las cuotas de producción de motores y armas checas, cuya fabricación era importantísima para el esfuerzo de guerra alemán. Heydrich consideraba la zona como un baluarte del Pueblo alemán y condenó la resistencia checa como «puñalada por la espalda». Para llevar a cabo sus objetivos Heydrich exigió realizar una clasificación racial de los que podían y no podían ser germanizados. Más tarde explicaría: «Convertir a esta basura checa en alemanes debe dar paso a los métodos basados en el pensamiento racista». Heydrich empezó su gobierno aterrorizando a la población. 92 personas fueron ejecutadas en los tres días siguientes a su llegada a Praga. Sus nombres aparecieron publicados en carteles por toda la región ocupada. Casi todos los medios a través de los cuales los checos podían expresar en público su cultura estaban cerrados. De acuerdo a la estimación de Heydrich, se arrestaron a entre 4.000 y 5.000 personas en febrero de 1942. Aquellos que no fueron ejecutados, fueron enviados al Campo de concentración de Mauthausen-Gusen, donde solo un 4 % de los prisioneros checos sobrevivió a la contienda. En marzo de 1942, más redadas contra organizaciones culturales, patrióticas, militares y en general contra la intelectualidad checa acabaron llevando a la resistencia a una casi total parálisis. Aunque sobrevivieron pequeñas células desorganizadas de la Ústřední vedení odboje domácího (ÚVOD) —controlada por el gobierno en el exilio—, solo los grupos comunistas estaban en condiciones de funcionar de una manera eficaz y coordinada (aunque también habían sufrido detenciones). El terror también sirvió para paralizar a la resistencia entre la sociedad checa, con represalias públicas y generalizadas contra cualquier acción de resistencia al dominio alemán. Las brutales políticas de Heydrich durante aquellos meses le valieron ganarse el sobrenombre de «Carnicero de Praga».
Como Reichsprotektor en funciones, Heydrich aplicó la llamada política del «palo y la zanahoria». El trabajo fue reorganizado sobre la base del Frente Alemán del Trabajo. Heydrich usó el equipamiento confiscado a la organización checa Sokol para organizar eventos y espectáculos destinados a los obreros. Se distribuyeron raciones gratuitas de comida y zapatos, se incrementaron las pensiones, y durante un tiempo los sábados pasaron a ser días no laborables. Incluso se llegó a establecer —por primera vez en su historia— un seguro por desempleo para los checos. El mercado negro fue duramente reprimido, siendo torturados y ejecutados todos aquellos relacionados con él o con la resistencia. Heydrich los llamó «criminales económicos» y «enemigos del pueblo», lo que le valió aumentar su apoyo entre la población. En general, las condiciones en Praga y el resto de los territorios checos fueron relativamente pacíficas durante el mandato de Heydrich, y la producción industrial se incrementó notablemente. Sin embargo, todas estas medidas no podían ocultar la escasez de productos y el aumento de la inflación; seguía habiendo informes de que el descontento era elevado.
Las autoridades nazis explotaron la fuerza laboral checa como mano de obra forzada. Tras la llegada de Heydrich a Praga, más de 100.000 obreros fueron sacados de sus trabajos «no aptos» y fueron reclutados por el Ministerio de Trabajo. Para diciembre de 1941, los checos podían ser llamados en cualquier momento para trabajar en cualquier parte del Reich. Entre abril y noviembre de 1942, unos 79.000 trabajadores checos fueron llevados de esta manera para realizar trabajos en la Alemania nazi. También, en febrero de 1942, la jornada laboral fue aumentada desde las ocho a las doce horas.
A pesar de las demostraciones públicas de buena voluntad que hizo hacia la población checa, en privado Heydrich no dejó dudas sobre su verdadero objetivo final: «Toda esta zona algún día será definitivamente alemana, y los checos no deberán esperar nada de aquí». Finalmente, dos tercios de la población checa iban a ser expulsados a regiones de Rusia o exterminados después de que la Alemania nazi ganara la guerra. Bohemia y Moravia se enfrentaban a una anexión directa al Reich alemán. Heydrich era, a todos los efectos, un dictador militar de Bohemia y Moravia, a pesar de ser Reichsprotektor «en funciones». Sus cambios en la estructura del gobierno dejaron al presidente Emil Hacha y a su gabinete prácticamente impotentes, sin ningún papel o importancia reales. En contra del consejo de algunos oficiales nazis, Heydrich a menudo conducía solo en un coche con techo abierto, como muestra de la confianza que tenía en las fuerzas de ocupación y la efectividad de su gobierno.

## Asesinato

### Muerte en Praga

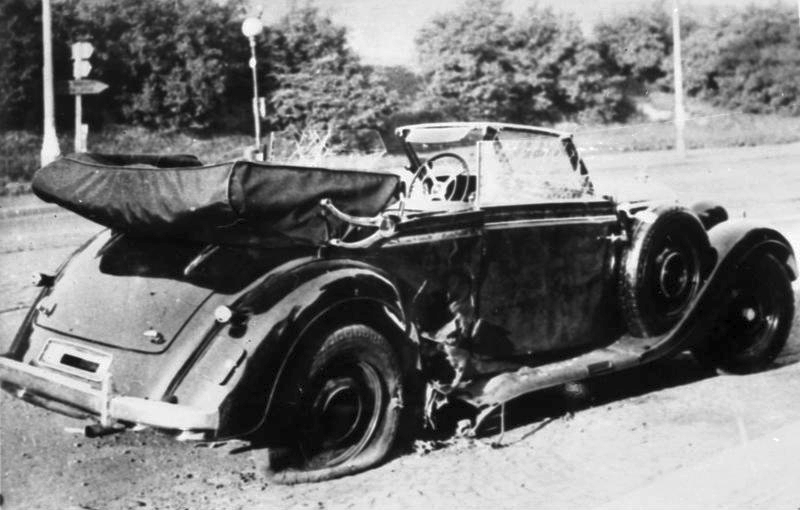
El Mercedes-Benz descapotable en el cual Heydrich fue herido mortalmente, tras el ataque.

En Londres, el gobierno checoslovaco en el exilio decidió eliminar a Heydrich. Los agentes Jan Kubiš y Jozef Gabčík lideraron el equipo escogido para la operación. Entrenados por la Dirección de Operaciones Especiales (SOE) británica, el 28 de diciembre de 1941 ambos agentes regresaron al Protectorado y se lanzaron en paracaídas desde un Handley Page Halifax. Durante los siguientes meses vivieron en la clandestinidad, preparando el asesinato del Reichsprotektor.
Para el 27 de mayo de 1942, Heydrich había planeado encontrarse con Hitler en Berlín. La documentación alemana de la época sugiere que Hitler tenía la intención de transferir a Heydrich a la Francia ocupada, donde la resistencia francesa cada vez iba ganando más terreno. Heydrich tendría que pasar por una zona donde la carretera de Dresde-Praga se une con una carretera que llevaba al Puente Troja. Esta sección, situada en el suburbio praguense de Libeň, era una buena ubicación para el ataque porque los conductores tenían que reducir la velocidad por una curva cerrada. Cuando el vehículo de Heydrich (un Mercedes descubierto modelo 320, matriculado “SS-3”) llegó a la zona, mientras reducía la velocidad, Gabčík apuntó a su objetivo con un subfusil Sten, pero resultó estar bloqueado y no disparó. En lugar de ordenar a su conductor que acelerase la velocidad, Heydrich le ordenó detenerse e intentó enfrentarse a los atacantes. Kubiš entonces lanzó una bomba (una mina antitanque modificada) a la parte trasera del coche cuando este se detuvo del todo. La explosión hirió a Heydrich y a Kubiš.

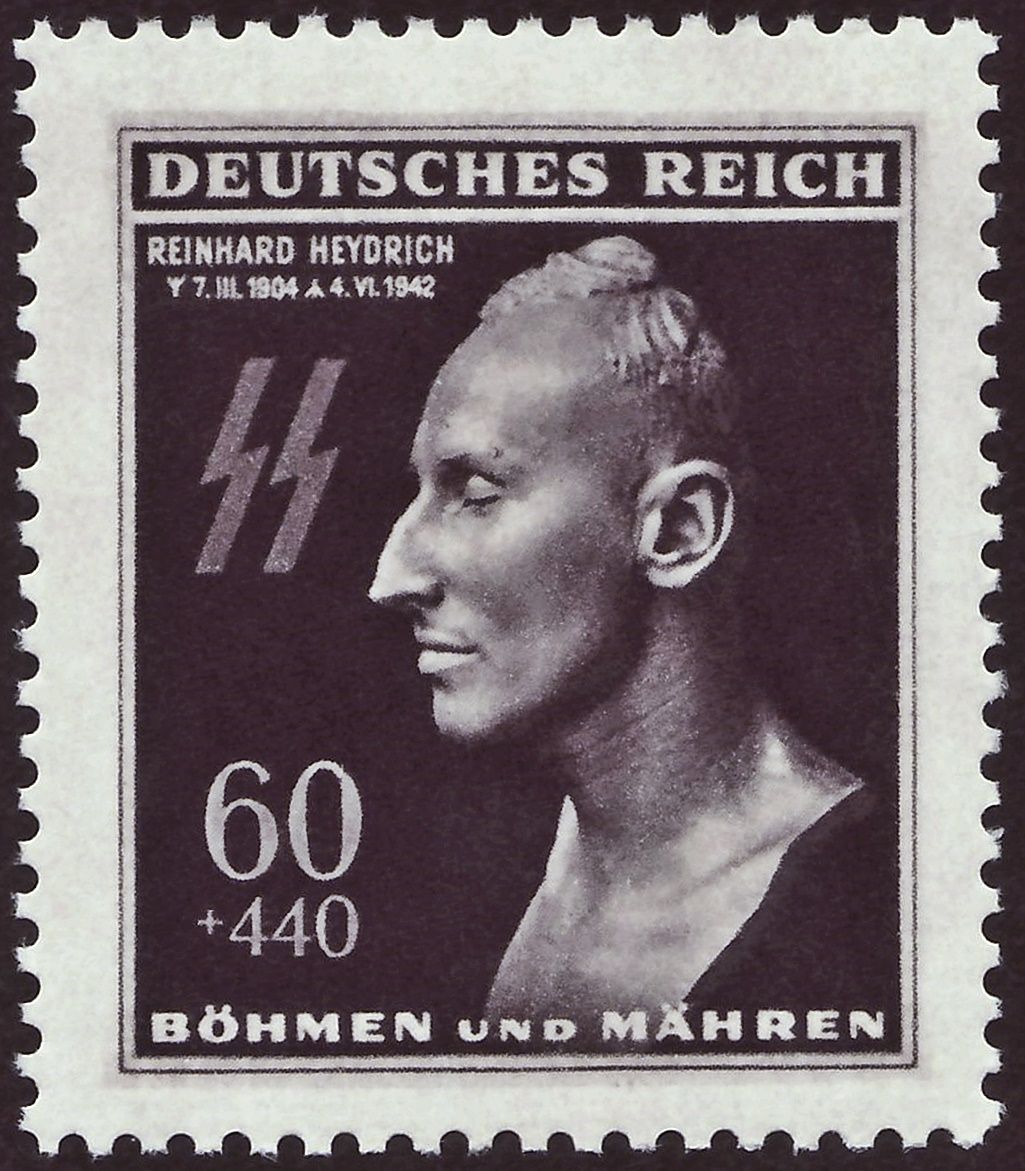
Sello postal con la máscara mortuoria de Heydrich (1943).

Cuando el humo se aclaró, Heydrich emergió de repente con su arma en la mano; persiguió a Kubis y trató de responder al ataque. Heydrich fue tras él durante un trecho, pero se empezó a sentir débil a consecuencia del shock y se derrumbó. Envió a su conductor, Klein, para que persiguiera a Gabčík a pie. En el consiguiente tiroteo, Gabčík disparó a Klein en una pierna y logró escapar a una casa segura de la resistencia. Heydrich, todavía con la pistola en la mano, se agarró la zona herida, que estaba sangrando profusamente.
Una mujer checa fue en ayuda del Reichsprotektor e hizo señas a una furgoneta de reparto que pasaba por allí para que se detuviera. Heydrich inicialmente se situó en la cabina del conductor, pero pronto se quejó de que el movimiento de la furgoneta le causaba dolor, por lo que fue situado en la parte trasera de la furgoneta y llevado a la sala de emergencias del hospital de Bulovce. Heydrich había sufrido graves heridas en su lateral izquierdo, con daños principales en su diafragma, bazo y pulmón. También se había fracturado una costilla. Un médico, Slanina, comprimió la herida en el pecho, mientras que otro, Walter Diek, intentó sin éxito extraer las astillas. De inmediato se decidió operar. La intervención quirúrgica fue llevada a cabo por Diek, Slanina y Hohlbaum. Heydrich recibió numerosas transfusiones de sangre y se le practicó una esplenectomía. Las heridas del pecho, pulmón izquierdo y diafragma fueron desbridadas y posteriormente quedaron cerradas. Himmler ordenó a otro médico, Karl Gebhardt, que se trasladara a Praga para hacerse cargo de los cuidados médicos. A pesar de tener fiebre, la recuperación de Heydrich parecía estar progresando bien. Theodor Morell, el médico personal de Hitler, sugirió el uso de sulfamidas, un nuevo fármaco antibacteriano, pero Gebhardt rechazó esta idea, pensando que Heydrich se recuperaría. Todo hacía pensar que se estaba recuperando. El 2 de junio, Himmler fue a Praga y visitó a Heydrich en el hospital, todavía convaleciente.
Tras la visita de Himmler, poco después cayó en coma profundo y nunca recuperó la consciencia. Falleció el 4 de junio, probablemente en torno a las 04:30, con treinta y ocho años. La autopsia concluyó que la causa de su muerte había sido una sepsis. Según comentaría Bernhard Wehner, oficial de la Kriminalpolizei que investigó el asesinato, la expresión facial de Heydrich cuando falleció revelaba la «misteriosa espiritualidad y la belleza completamente pervertida, como un cardenal del Renacimiento».

### Funeral
Después de un elaborado funeral celebrado en Praga el 7 de junio de 1942, el ataúd de Heydrich fue montado en un tren hasta Berlín, donde se celebró una segunda ceremonia en la Nueva Cancillería del Reich, el 9 de junio. Durante la ceremonia, Himmler declamó un elogio. Hitler asistió al acto y le impuso varias condecoraciones a Heydrich —incluyendo el grado más alto de la Orden alemana, la medalla de la Orden de la Sangre, la Medalla de herido en oro y la Cruz al Mérito de Guerra de 1.ª Clase con espadas— colocándolas sobre el féretro. Aunque la muerte de Heydrich fue utilizada profusamente por la propaganda nazi, Hitler culpó en privado a Heydrich de su propia muerte:

Dado que son una oportunidad no solo para un ladrón, sino también para un asesino, este tipo de gestos heroicos como conducir un vehículo descapotable no blindado o caminar por las calles sin apenas vigilar son condenadamente estúpidos, lo cual no sirve a la patria ni un ápice. Que un hombre tan irremplazable como Heydrich se expusiera a un peligro innecesario solo puedo condenarlo como algo estúpido e idiota.

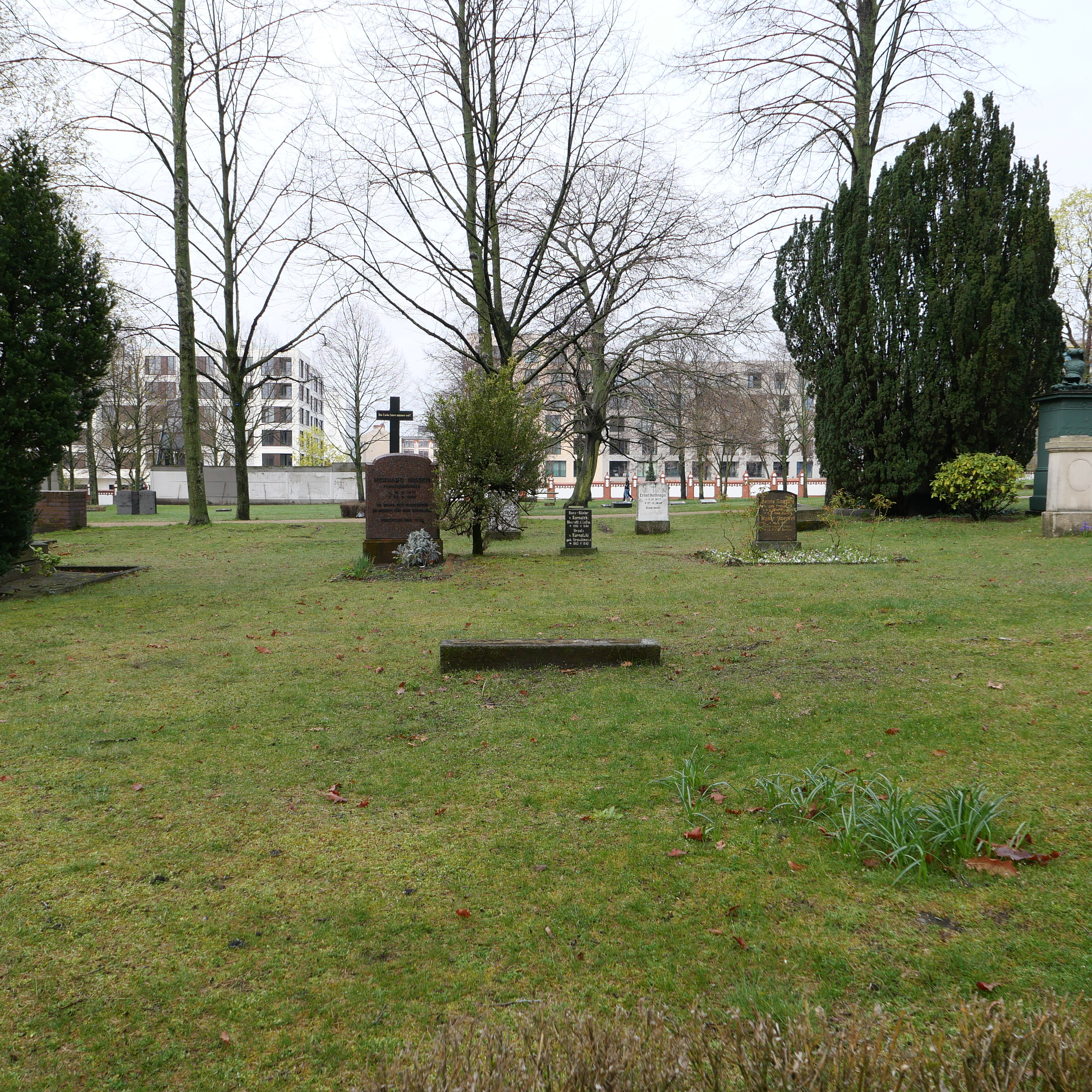
Tumba anónima de Heydrich en el Cementerio de los Inválidos de Berlín.

Heydrich fue enterrado en el cementerio militar de los inválidos de Berlín. En la actualidad, se desconoce el lugar exacto de su enterramiento: cuando el Ejército Rojo entró en la ciudad en 1945, desapareció una señal temporal de madera que no se sustituyó nunca, por lo que su tumba no se ha convertido en un punto de reunión para los neonazis. Una fotografía del entierro de Heydrich muestra que las coronas y los dolientes podrían estar en la sección A, que limita con la pared norte del Invalidenfriedhof y la Scharnhorststraße, en la parte delantera del cementerio. Una biografía reciente de Heydrich también sitúa su tumba en la sección A. Hitler había previsto para Heydrich una tumba monumental, diseñada por el escultor Arno Breker y el arquitecto Wilhelm Kreis, pero esta nunca se llegó a construir debido al cambio de rumbo de la guerra para Alemania.

### Consecuencias
Los asaltantes de Heydrich se escondieron en casas seguras y posteriormente se refugiarían en la Catedral de los Santos Cirilo y Metodio, una iglesia ortodoxa de Praga. Después de ser traicionados por un miembro de la resistencia, que reveló a los alemanes su localización, unos 800 miembros de las SS y la Gestapo rodearon la iglesia. Varios checos fueron asesinados, y los restantes se escondieron en la cripta. Los alemanes intentaron expulsar a los miembros de la resistencia con armas de fuego, gases lacrimógenos y mediante inundaciones de la cripta. Finalmente, los alemanes entraron en el interior mediante explosivos. Los checos prefirieron suicidarse antes que caer prisioneros en manos de los alemanes. Todos aquellos que habían ayudado a los miembros del comando y la resistencia fueron asesinados por los alemanes, entre los que se encontraba el obispo Gorazd, que en la actualidad es venerado por la Iglesia Ortodoxa.

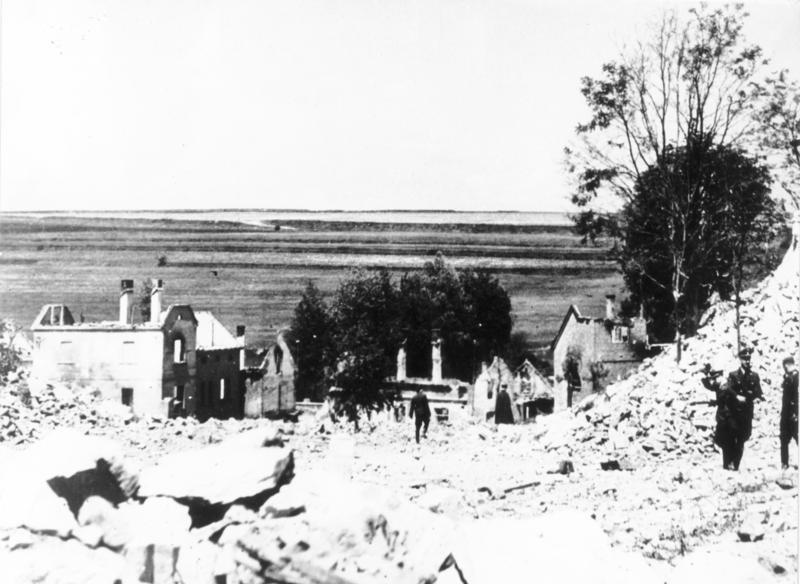
Lídice tras ser destruida por los alemanes (junio de 1942).

Enfurecido por la muerte de Heydrich, Hitler ordenó el arresto y la ejecución de 10.000 checos seleccionados al azar. Pero tras varias consultas con Karl Hermann Frank, moderó su respuesta, ya que las tierras checas constituían una importante zona industrial para el Ejército alemán, y el asesinato indiscriminado de sus habitantes podría reducir la productividad de la región. Hitler ordenó una investigación rápida. La inteligencia relacionó falsamente a los asesinos con las localidades de Lídice y Ležáky. Un informe de la Gestapo declaró que Lídice, situada a 22 km al noroeste de Praga, era sospechosa de ser un escondite de los asaltantes porque varios oficiales del Ejército checo en el exilio en Inglaterra procedían de esta localidad, y además la Gestapo había descubierto un transmisor de radio de la resistencia en Ležáky. El 9 de junio, después de varias conversaciones con Himmler y Karl Hermann Frank, Hitler ordenó desencadenar represalias brutales. Más de 13 000 personas fueron arrestadas, deportadas, y encarceladas. La mañana del 10 de junio, los nazis asesinaron a todos los varones de más de 16 años de Lídice y Ležáky y a todas las mujeres de Ležáky. A excepción de cuatro, todas las mujeres de Lídice fueron inmediatamente deportadas al campo de concentración de Ravensbrück (las cuatro no deportadas inicialmente estaban embarazadas; los nazis las obligaron a abortar en el mismo hospital en que había fallecido Heydrich y luego las mandaron al campo de concentración). Algunos niños fueron escogidos para ser germanizados, mientras que los restantes 81 fueron asesinados en camiones de gaseado del campo de exterminio de Chełmno. Ambos pueblos fueron incendiados e incluso las ruinas de Lídice fueron arrasadas hasta reducirlas al nivel del suelo. Al menos 1300 personas fueron así masacradas tras la muerte de Heydrich.
Heydrich fue reemplazado al frente de la RSHA por Ernst Kaltenbrunner en 1943, mientras que Kurt Daluege le sustituyó como Reichsprotektor adjunto. Tras la muerte de Heydrich, se hizo lo acordado en la conferencia de Wannsee. Los tres primeros campos de la muerte, diseñados para llevar el asesinato en masa sin ningún proceso legal, se establecieron en Treblinka, Sobibór, y Bełżec. El proyecto fue denominado Operación Reinhard en honor a Heydrich.
La viuda de Heydrich consiguió el derecho a recibir una pensión del estado como resultado de una serie de demandas judiciales contra el gobierno de Alemania occidental, en 1956 y 1959. Se dictaminó que tenía derecho a una pensión substancial porque su marido había sido un general alemán muerto en acción. El gobierno germano-occidental había rechazado el pago de cualquier pensión por el rol de Heydrich en el Holocausto. La pareja tuvo cuatro hijos: Klaus (nacido en 1933 y muerto en un accidente de tráfico en 1943); Heider, nacido en 1934; Silke, nacida en 1939; y Marte, nacida poco después de la muerte de su padre en 1942. Lina escribió unas memorias, Leben mit einem Kriegsverbrecher (Viviendo con un criminal de guerra), que fueron publicadas en 1976. Volvería a contraer matrimonio y falleció en 1985.

## Resumen de su carrera

### Personalidad y relaciones

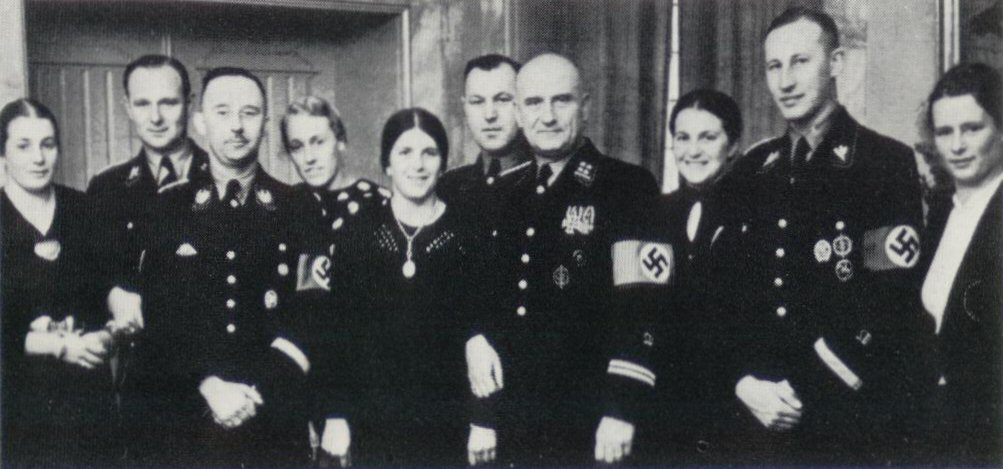
Heydrich junto a Himmler y otros oficiales de las SS, hacia 1937.

El estilo de liderazgo de Heydrich era utilizar el miedo para a su vez extraer obediencia y respeto. Eficiente y carente de escrúpulos, nada parecía escapársele de las manos. Era una persona seria, nunca amistosa o jovial, que cultivaba una actitud marcial. Hacía ejercicio físico a diario y tomó un meticuloso cuidado con su apariencia, y esperaba que sus subordinados hicieran lo mismo. Por otro lado, tenía una especial afinidad por la música, practicaba varios deportes —en especial la esgrima, en la cual era muy diestro— y a los estudios. Era, además, un avezado piloto de Messerschmitt Me-109 y Messerschmitt Bf 110.
Tenía pocos amigos cercanos y era una persona que sospechaba de todo, desconfiando de la mayoría de los otros oficiales de alto rango de las SS. Himmler fue una excepción; Heydrich le ofreció una obediencia ciega y fue visto como un "verdadero hombre de las SS" por su devoción. Las propias motivaciones de Himmler para confiar en Heydrich yacían en parte en la falta de interés o ambición de Heydrich para ocupar su puesto (algo que el propio Heydrich le había comentado a Himmler y otras personas en más de una ocasión).
Heydrich también demostró ser un hombre extremadamente inteligente, de una astucia aguda para urdir complicadas conjuras, minuciosamente estructuradas con efectos de largo alcance. Era, según Walter Schellenberg, un «animal de presa». Su sola presencia marcaba a menudo un abismo psicológico, que ocasionaba miedo físico incluso a sus más cercanos colaboradores. Para Wilhelm Canaris, Heydrich era su pesadilla, que lo sumía en trances nerviosos. Martin Bormann lo mantenía a distancia y jamás intentó acción alguna contra Heydrich.
Werner Best, ayudante personal de Heydrich al momento de conocerlo en 1933, describió a su superior del siguiente modo:

-" Heydrich era alto, de mayor estatura que la mayoría de sus subordinados. Parecía delgado, aunque al mismo tiempo ligeramente ancho, sobre todo en las caderas, lo que le confería un toque poderoso, imponente. El rostro estrecho y alargado bajo el cabello rubio estaba dominado por una poderosa nariz aguileña y unos ojos azules muy juntos. Estos ojos miraban a menudo con frialdad, penetrantes y desconfiados. […] Expresaba rápidamente sus opiniones e intenciones con una contundencia llamativa, dejando a los demás sin la posibilidad ni de estar de acuerdo y someterse a su voluntad ni de emprender un contra ataque para el que muy pocos tenían coraje.  De este modo, Heydrich forzaba a todo el mundo a posicionarse como amigo o enemigo..[…] Con frecuencia expresaba su insatisfacción respecto a sus subordinados con modales excesivamente tempestuosos y con observaciones intencionadamente dolorosas."-
/

Heydrich solo desarrolló estrechas relaciones dentro del círculo de las fuerzas de seguridad de las SS y siempre en el ámbito más estrictamente profesional. El líder de la Gestapo, Heinrich Müller, fue uno de aquellos casos, y parece que Heydrich llegó a confiar en él. La absoluta lealtad de Adolf Eichmann hacia su persona impresionó a Heydrich, y fue una de las razones por las que le nombró su secretario para la Conferencia de Wannsee. Herbert Kappler, que fue nombrado comandante de todas las fuerzas de seguridad de las SS en Roma, se dijo que había sido un «protegido». El personal de las SS que se vio favorecido por Heydrich, especialmente aquellos que asistieron a la Conferencia de Wannsee, poseían rasgos similares a los de Heydrich: absoluta devoción a la SS, la falta de remordimiento respecto órdenes brutales o genocidas, y sobre todo, la lealtad personal a Heydrich en su calidad de comandante de las fuerzas de seguridad. Sin embargo, no todos sus subordinados gozaban de su confianza: Heydrich mostraba una gran aversión y desconfianza hacia Arthur Nebe y Walter Schellenberg, quizás por la independencia con que actuaban y sus propias ambiciones personales.
En su momento, se comentó que Heydrich despreciaba a la SS-Totenkopfverbände, la unidad de oficiales y guardias de los Campos de concentración, y que mantenía un particular desprecio hacia Theodor Eicke, al que se refería como un «enano ambicioso». Heydrich tampoco apreciaba ni confiaba en Oswald Pohl, y al comandante de Auschwitz, Rudolf Höss, lo consideraba un «matón sin educación». Dentro de la alta administración de las SS, Heydrich mantuvo buenas relaciones con Karl Wolff. Sin embargo, años después este diría que siempre había sido cuidadoso con Heydrich, ya que según Wolff, Heydrich parecía estar esperando una oportunidad para poder actuar contra él y enemistarlo con Himmler. Dentro de la Allgemeine-SS, Heydrich mantuvo relaciones con algunos de los más poderosos líderes de la Policía y las SS, como Friedrich Jeckeln. Heydrich mantuvo el contacto con él, pero con cautela, especialmente después de que Jecklen tuviera varios choques y serias desavenencias con Himmler a finales de la década de 1930 y comienzos de 1940.
Los oficiales de seguridad y policía seleccionados para administrar los campos de la Operación Reinhard procedían de entre los más estrechos contactos profesionales de Heydrich. Se dijo que Heydrich tenía muy buena opinión de Odilo Globocnik y Christian Wirth. En su otra esfera de responsabilidad, la de gobernador del Protectorado checo, Heydrich se comportaba con frialdad hacia Karl Hermann Frank, a quien en realidad no llegó a conocer.

### Historial de servicios
La estancia de Heydrich en las SS fue una mezcla de rápidos ascensos, comisiones de reserva en las fuerzas armadas regulares y servicios en primera línea de combate. Durante sus once años con la SS, Heydrich ascendió rápidamente y desde soldado raso pasó al rango de general de las SS. También ostentó el rango de mayor de la Luftwaffe, y en varias ocasiones participó en misiones de combate, hasta que Hitler le ordenó regresar a Berlín y retomar sus tareas en las SS. Su hoja de servicios también lo acredita con el rango de Teniente de la Armada en la reserva, aunque durante la Segunda Guerra Mundial Heydrich tuvo poco contacto con esta rama militar. Heydrich recibió numerosas condecoraciones militares y de carácter nazi, incluyendo la Orden alemana, Orden de la Sangre, Placa Dorada del Partido, Insignia de Piloto de la Luftwaffe, y la Cruz de Hierro de 1.ª y 2.ª Clase.
La audacia del comando checo fue trasladada a la cinematografía en tres ocasiones.